# Cumberland (Maryland)
Cumberland ist eine Mittelstadt im US-Bundesstaat Maryland in den Vereinigten Staaten.
Das U.S. Census Bureau hat bei der Volkszählung 2020 eine Einwohnerzahl von 19.076 ermittelt. Die Stadt liegt am Potomac River und war von 1850 bis 1924 das westliche Ende des Chesapeake and Ohio Canals.
Cumberland ist Verwaltungssitz von Allegany County. Benannt ist die Stadt nach William Augustus, Duke of Cumberland, dem Sohn des englischen Königs Georg II.

## Demographie
Dem United States Census 2000 zufolge leben in Cumberland, Maryland 21.518 Einwohner in 9.538 Haushalten und 5.436 Familien. Die Bevölkerungsdichte beträgt 916,0 Menschen/km². Die Bevölkerung der Stadt teilt sich in 92,54 Prozent Weiße, 5,06 %  Afro-Amerikaner, 0,26 % Indianer, 0,61 % Asiaten, 0,02 % von den Pazifischen Inseln und 0,26 Prozent entstammen anderer ethnischer Herkunft beziehungsweise 1,24 % leiten ihre Abstammung von zwei oder mehr Ethnien ab. 0,70 Prozent der Bevölkerung sind hispanischer oder lateinamerikanischer Abstammung.
In 25,1 Prozent der Haushalte leben minderjährige Kinder bei ihren Eltern, in 39,7 % wohnen verheiratete Paare, in 13,8 % leben allein erziehende Mütter beziehungsweise alleinstehende Frauen, und in 43,0 % leben keine Familien beziehungsweise unverheiratete Paare. 37,8 % aller Haushalte werden von einer einzelnen Person geführt und in 18,5 % der Wohnungen lebt eine alleinstehende Person, die älter als 65 Jahre ist. Die durchschnittliche Größe eines Haushalts beträgt 2,20 und die durchschnittliche Familiengröße 2,90 Individuen.
Die Altersstruktur der städtischen Bevölkerung Cumberlands spaltet sich folgendermaßen auf: 22,7 % unter 18 Jahren, 8,2 % zwischen 18 und 24 Jahren, 25,1 % im Alter zwischen 25 und 44, 23,3 % zwischen 45 und 64, sowie  20,7 %, die älter als 65 Jahre sind. Das durchschnittliche Alter beträgt 41 Jahre im Vergleich zum US-Durchschnittswert von 35,5 Jahren.
Auf je 100 Frauen kommen 86,2 Männer. Nimmt man das Vergleichsalter 18 Jahre oder älter an, so ergibt sich sogar ein Verhältnis von 100:81,3 .
Das durchschnittliche Einkommen eines Haushaltes dieser Stadt beträgt 25.142 United States Dollar, das mittlere Einkommen einer Familie 34.500 $. Männer verfügen über ein Einkommen von 29.484 $ gegenüber 20.004 $ bei Frauen. Das Pro-Kopf-Einkommen innerhalb der Stadt beträgt 15.813 Dollar. 15,3 % der Bevölkerung und 19,8 % der Familien leben unterhalb der Armutsgrenze. In Bezug auf die Gesamtbevölkerung Cumberlands leben 29,4 % der unter 18-Jährigen und 10,3 % der über 65-Jährigen jenseits der Armutsgrenze. In Bezug auf das Pro-Kopf-Einkommen liegt Cumberland, Maryland auf Platz 305 von 318 städtischen Untersuchungsgebieten.

## Persönlichkeiten

### Söhne und Töchter
- Edward Otho Cresap Ord (1818–1883), General in Sezessionskrieg und den Indianerkriegen
- Henry William Hoffman (1825–1895), Politiker
- Jesse Carleton (1862–1921), Golfer
- John Glenn Beall junior (1927–2006), Politiker
- Alice Darr (1930–2024), Jazzmusikerin und Songwriterin
- Philip Francis Murphy (1933–1999), Weihbischof in Baltimore
- Don Scaletta (1937–2015), Jazzpianist und Musikpädagoge
- Maurice Brookhart (* 1942), Chemiker
- Eddie Deezen (* 1957), Schauspieler und Synchronsprecher
- Ty Johnson (* 1997), American-Football-Spieler

### Weitere bekannte Einwohner
- Johannes Nefflen (1789–1858) war ein schwäbischer Schriftsteller und Satiriker, der die gesellschaftlichen Zustände im Königreich Württemberg kritisierte. Er floh 1848 nach Cumberland.
- Ein bekannter Insasse des Gefängnisses ist der wegen dreifachen Mordes verurteilte Jeffrey MacDonald.